# Балка Ведмежа (притока Кринки)
Балка Ведмежа — балка (річка) в Україні на території Харцизької міськради Донецької області. Права притока річки Кринки (басейн Азовського моря).

## Опис
Довжина балки приблизно 4,36 км, найкоротша відстань між витоком і гирлом — 4,17  км, коефіцієнт звивистості річки — 1,05 . Формується декількома балками та загатами.

## Розташування
Бере початок на південно-східній околиці міста Харцизьк. Тече переважно на північний схід понад селищем Ведмеже і на північно-східній стороні від селища Водобуд впадає у річку Кринку (Зуївське водосховище).

## Цікаві факти
- У XX столітті на балці існувало декілька природних джерел[5].
- Від витоку балки на південній стороні на відстані приблизно 1,25 км пролягає автошлях Н21[4] (автомобільний шлях національного значення на території України, Старобільськ — Луганськ — Хрустальний — Макіївка — Донецьк. Проходить територією Луганської та Донецької областей.).
- На балці існує колишня свиноферма[2].